# Podlesie (Doły Biskupie)
Podlesie – część wsi Doły Biskupie w Polsce, położona w województwie świętokrzyskim, w powiecie ostrowieckim, w gminie Kunów.
W latach 1975–1998 Podlesie administracyjnie należało do województwa kieleckiego.